# 칼리 카르텔

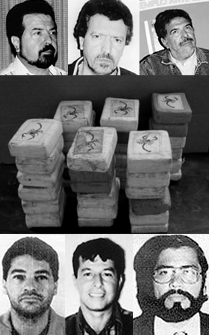

칼리 카르텔(Cali Cartel)은 콜롬비아의 범죄 조직이다. 칼리 카르텔은 콜롬비아의 도시 산티아고 드 칼리에서 활동하고 있던 힐베르토와 미겔 로드리게스 형제가 중심 인물로, 마약 밀매를 했었다. 라이벌은 매데인 카르텔이다. 현재 간부의 대부분은 현재 미국 교도소에 수감되어 있다.